# Rambler Six
Rambler Six и Rambler V8 — американские легковые автомобили среднего класса, выпускавшиеся American Motors Corporation (AMC) с 1956 по 1960 год.
По словам президента AMC Джорджа Ромни (George W. Romney), запущенный 15 декабря 1955 года Rambler Six ознаменовал собой «новую эру в автомобилестроении». Новый Rambler стал частью сегмента рынка «компактных автомобилей» по классификации того времени. Модель Rambler с двигателем V8 была добавлена в 1957 году.

## История
В 1956 году Rambler Six был одним из самых важных автомобилей, запущенных AMC в серийное производство не только потому, что имел достоинства компактного стиля, но и позволил улучшить финансовое положение компании на послевоенном рынке. Ford и Chevrolet в период 1953 и 1954 годов значительно уменьшили своё присутствие на рынке компактных автомобилей, где множество небольших автопроизводителей конкурировало с «Большой детройтской тройкой» (General Motors, Ford и Chrysler).
Компания разрабатывала новый автомобиль для 1957 модельного года под руководством дизайнера Эдмунда Е. Андерсона. Хотя в то время большую прибыли приносили именно крупноразмерные машины, у American Motors не хватало ресурсов для создания полной линейки новых автомобилей. По словам Джорджа Ромни, компания старалась избегать прямой конкуренции с «Тройкой», сконцентрировавшись на производстве компактных машин. Компания потратила $5,4 млн на ускоренную программу разработки, перенеся начало производства модели на год раньше, в 1956.

## Модельный ряд

### 1956

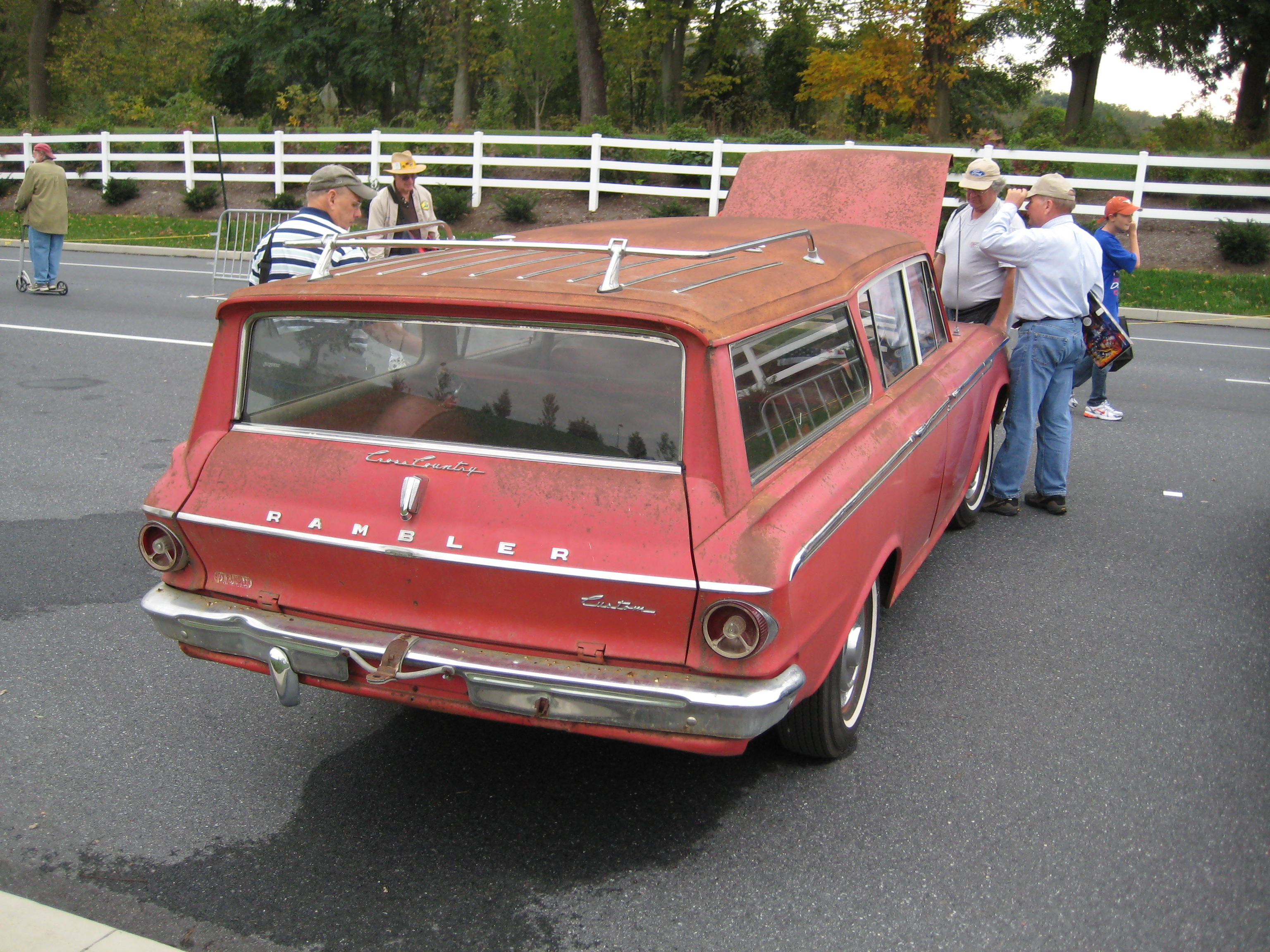
Rambler Cross Country

Автомобили 1956 года имели колёсную базу размером 2743 мм (от модели Nash Rambler) с увеличенной длиной автомобиля. Rambler предлагались в виде 4-дверного седана без центральной стойки и универсала. Кроме того, Rambler имел модификацию 4-дверного универсала-хардтопа Cross Country.
Автомобильный журналист Флойд Клаймер (Floyd Clymer) писал: «экономичность и производительность в Rambler не идут рука об руку, но в нём владелец сможет найти „золотую середину“… меньше и безопаснее других автомобилей, имеет средний уровень защиты».
Единственным предлагавшимся двигателем являлся рядный 6-цилиндровый мотор AMC рабочим объёмом 3,2 л с мощностью 120 л. с. (89 кВт). Автоматическая коробка передач — «Hydramatic» от GM (называемая AMC «Flashaway»).
В 1956 году Rambler продавался под марками Nash и Hudson (объединённых в AMC в 1954 году). Эта модель стала заменой крупногабаритных моделей Nash и Hudson. Rambler имел хорошую цену в 1956 году, получил положительные отзывы в прессе. Продажи в первый год выпуска составили 62 700 единиц и вскоре выросли ещё больше.

### 1957
В 1957 году Rambler становится отдельной торговой маркой, а также основной продукцией компании в 1950-х годах. Продажи вырастают до 82000 машин ежегодно.
Четырёхдверные седаны и универсалы предлагались в комплектациях Deluxe (только для 6-цилиндровых двигателей), Super и Custom. В этом году Rambler предлагает V8—двигатель AMC рабочим объёмом 4,1 л мощностью 190 л. с. (140 кВт). При этом, универсал—хардтоп был доступен только в комплектации Custom с двигателем V8.
AMC также вводит похожую высокопроизводительную модель с двигателем V8 и объёмом 5,4 л под названием Rambler Rebel, являвшуюся «muscle car».

### 1958

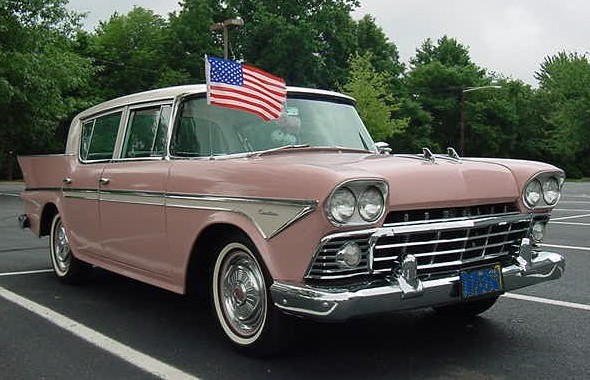
Седан Rambler Six 1958 года

Rambler подвергается рестайлингу, получив новые четыре фары спереди и модные «хвостовые плавники» сзади. Опционально могла ставиться автоматическая коробка передач Borg-Warner с гидротрансформатором и переключением передач рычагом на приборной панели.
Все Rambler подвергались погружению в чан с грунтовкой до окраски для предотвращения ржавчины. Этот метод впоследствии станет применяться другими автопроизводителями.
Продажи Rambler Six и V8 увеличиваются до 119 тыс. ежегодно, тогда как многие другие производители машин в США несут убытки.

### 1959

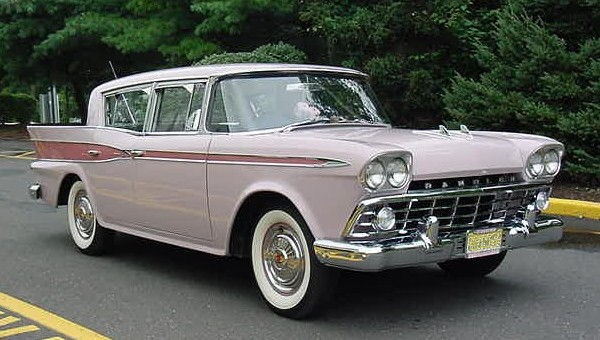
Седан Rambler Six 1959 года

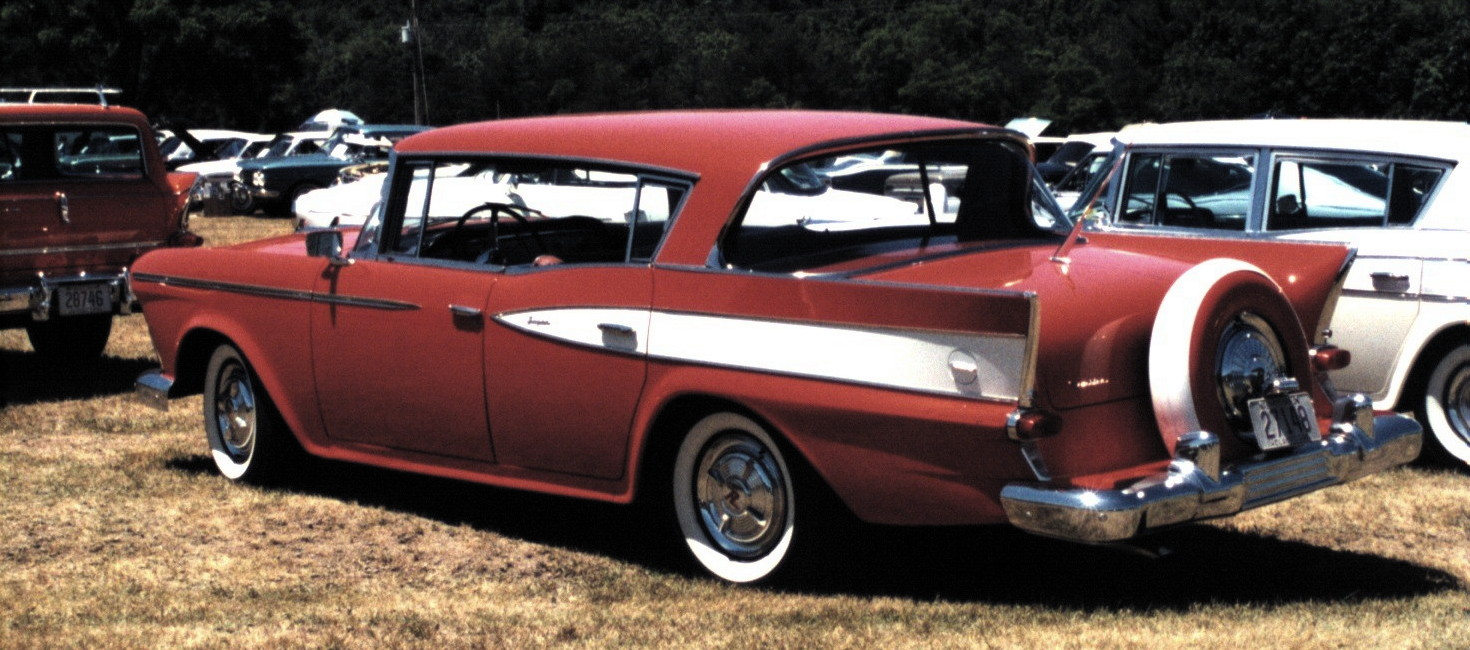
Хардтоп Rambler Country Club 1959 года с наружным запасным колесом

Улучшенный Rambler имел новую отделку с литой радиаторной решёткой, а также утолщённые тормозные накладки и улучшенные тормоза для V8. Технические изменения коснулись рядных 6-цилиндровых карбюраторных двигателей для улучшения экономичности. Для увеличения продолжительности эксплуатации глушители Rambler покрывались алюминиевым покрытием внутри и оцинковкой снаружи. На автомобилях с автоматической трансмиссией зажигание включалось только на нейтральной передаче. Стартер препятствовал блокировке двигателя при движении.
Всего 11 моделей было предложено в 1959 году, все имели 4-дверные кузова седан, универсал и хардтоп Country Club без боковых стоек. В люксовых вариантах предлагались кондиционер «Weather Eye», дифференциалы повышенного трения, запасное колесо с внешней стороны и эксклюзивные регулируемые сидения с подголовниками от American Motors. Продажи Rambler Six и V8 продолжали увеличиваться.

### 1960
Модели 1960 года подверглись многочисленным изменениям, в частности, коснувшихся наружного остекления. Передняя часть автомобиля была упрощена, а задние «плавники» уменьшились в размерах для установки высоких задних фонарей. Общая длина уменьшилась на 41 мм из-за обновлённых бамперов. На Rambler устанавливались 15-дюймовые колёса. Интерьер также был пересмотрен — теперь все приборы располагались в «овале» перед водителем.
Практика производства отдельных моделей Six и Rebel V8 прекратилась из-за сосредоточения на улучшении качества торговой марки Rambler. Теперь каждая серия могла предлагаться с двигателями Six либо Rebel V8.
В 1960 году марка Rambler занимала третье место в общем объёме промышленных продаж в США.

## Дальнейшая судьба
American Motors начал процесс создания полноценного модельного ряда Rambler, куда входили автомобили разных размеров. Rambler Six и Rambler Rebel V8 были переименованы в Rambler Classic в 1961 году.